# 比利亚尔瓦德尔雷
比利亚尔瓦德尔雷，是西班牙卡斯蒂利亚-拉曼恰昆卡省的一个市镇。总面积95平方公里，总人口690人（2001年），人口密度7人/平方公里。